# グリークラブアルバム
『グリークラブアルバム』とは、合唱指揮者の福永陽一郎・北村協一編によるグリークラブ（男声合唱団）愛唱曲の楽譜集。
1959年にカワイ出版の前身であるカワイ楽譜から第1集が刊行され、次いで1978年に第2集、1981年に第3集が刊行された。
第1集には46曲、第2集には40曲、第3集には35曲、合計121曲が収録されている。

## 概要
『グリークラブアルバム』第1集が刊行された1959年当時は、男声合唱曲のレパートリーが現在より遥かに少なかったため、本書は男声合唱界にとってバイブルともいうべき曲集として愛唱され、その好評を受け、1978年に第2集、1981年に第3集が刊行された。
その後、何度か改訂されながら版を重ね、1950年台に数多く発行された男声合唱曲集の中で、『グリークラブアルバム』は現在も入手できる唯一の曲集となっている。

## グリークラブアルバム 1
全国の有名学生合唱団の十八番をとりあつめたコーラスボーイ必携の名曲アルバム。赤い表紙カラーから「赤本」と呼ばれる。全46曲を収録。
- Der Lindenbaum（菩提樹）

作曲：シューベルト
作詩：ミューラー
編曲：福永陽一郎
- Heidenroslein（野ばら）

作曲：ウェルナー
作詩：ゲーテ
編曲：福永陽一郎
- Heidenroslein（野ばら）

作曲：メンデルスゾーン
作詩：ゲーテ
- Standchen（小夜曲）

作曲：マルシュネル
作詩：ヴォルフ
- Lore-Ley（ローレライ）

作曲：ジルヘル
作詩：ハイネ
編曲：福永陽一郎
- Abschied（別れ）

シュヴァーベン民謡
- Freie Kunst（自由の歌）

作曲：シュトウンツ
作詩：ウーラント
- Der Jager Abschied（狩人の別れ）

作曲：メンデルスゾーン
作詩：アイヒエンドルフ
- In Still Nacht（静かな夜）

作曲：ブラームス
作詩：シュペー
編曲：ヘーガー
- 権兵衛が種まく

黒人霊歌
作詩：河原馨風
- 源兵衛さんの赤ちゃん

アメリカ民謡
編曲：林慶治郎
- あぶないぞ

作曲：ギルミュネル
作詩：飯田忠純
- 鉄道開通

作曲：マルシュネル
作詩：吉丸一昌
- ユーピディー

作曲者不詳
作詩：緒園凉子
- Kyrie Eleison

作曲：デュオウパ
典礼文
編曲：林雄一郎
- Agnus Dei

作曲：グノー
典礼文
編曲：林雄一郎
- The Lord is My Shepherd（主は我が牧者なり）

作曲：グラナハム
詩篇第23編
- Requiem Aeternam

作曲：コルネリウス
典礼文
- Das Vater Unser（主の祈り）

作曲：ケルネル
聖典
編曲：林雄一郎
- 帰ろ 帰ろ

作曲：山田耕筰
作詩：北原白秋
編曲：福永陽一郎
- からたちの花

作曲：山田耕筰
作詩：北原白秋
編曲：林雄一郎
- 遥かな友に

作曲・作詩：磯部俶
編曲：林雄一郎
- 青蛙

作曲：山田耕筰
作詩：三木露風
編曲：福永陽一郎
- 婆やのお家

作曲：本居長世
作詩：林柳波
編曲：福永陽一郎
- 柳河[注 2]

作曲：多田武彦
作詩：北原白秋
- 水夫のセレナード

作曲：エマーソン
作詩・編曲：オリオンコール
- Annie Laurie（白百合）

イギリス民謡
作詩：山口隆俊
編曲：エマーソン
- ふるさと

作曲：オナーティン
編曲：オリオンコール
- いざ起て戦人よ

作曲：グラナハム
作詩：藤井康一郎
- Dixie

アメリカ民謡
編曲：福永陽一郎
- Until the Dawn（明日まで）

作曲：バークス
- It's Me,O Load

黒人霊歌
編曲：石丸寛
- Steal Away

黒人霊歌
編曲：林雄一郎
- Great Day

黒人霊歌
編曲：石丸寛
- Load,I Want to be A Christian

黒人霊歌
編曲：三沢郷
- I Couldn't Hear Nobody Prayn

黒人霊歌
編曲：三沢郷
- Shenandoah

アメリカ民謡
編曲：福永陽一郎
- お留守居

作曲：ハイドン
作詩：武野信二
- 砂山

作曲：中山晋平
作詩：北原白秋
編曲：福永陽一郎
- 中国地方の子守唄

作曲：山田耕筰
編曲：福永陽一郎
- この道

作曲：山田耕筰
作詩：北原白秋
編曲：林雄一郎
- あわて床屋

作曲：山田耕筰
作詩：北原白秋
編曲：林雄一郎
- PSALM 98

編曲：平田甫
- Media Vita

作曲：ブルッフ
作詩：安田二郎
- U BOJ

作曲：ザイツ
作詩：バダリッチ
編曲：福永陽一郎
- 家路

作曲：ドヴォルザーク
作詩：三沢郷
編曲：福永陽一郎

## グリークラブアルバム 2
第2集も第1集同様の編集スタイルをとっているが、最近（1978年当時）のポピュラーソングも収録している。グレイの表紙に青い色の題字が印刷されていることから「青いグリーアルバム」と呼ばれる。全40曲。
- Gaudeamus

ドイツ民謡
- Heilig

作曲：シューベルト
作詩：J.P.ノイマン
- Wiegenlied（子守歌）

作曲：シューベルト
作詩：クラウディウス
- Die Nacht

作曲：シューベルト
作詩：F.A.クルムマッヒャー
- Die heilige Nacht（きよしこの夜）

作曲：グルーバー
作詩：J.モール
- Die Ehre Gottes aus der Natur（自然における神の栄光）

作曲：ベートーヴェン
作詩：C.F.ゲレルト
- オレーグ公の歌

ロシア民謡
- Hospodi Pomilui（主よあわれみ給え）

ロシア・ギリシャ正教聖歌
編曲：福永陽一郎
- 森の歌声

アメリカ学生歌
作詩：三沢郷
編曲：福永陽一郎
- 希望の島

作曲：H.ジョーンズ
- コサックの子守唄

ロシア民謡
作詩：津川主一
編曲：福永陽一郎
- The Three Chafers（三匹の蜂）

作曲：H.トルーン
作詩：津川主一
- Carry me back to Old Virginny

作曲：J.A.ブランド
編曲：加藤磐郎
- Oh! Susanna（おおスザンナ）

作曲：S.C.Foster
編曲：福永陽一郎
- Ride The Chariot

黒人霊歌
編曲：福永陽一郎
- In dat great gittin' up mornin'

黒人霊歌
編曲：福永陽一郎
- 七つの子

作曲：本居長世
作詩：野口雨情
編曲：福永陽一郎
- 夕やけこやけ

作曲：草川信
作詩：中村雨紅
編曲：福永陽一郎
- 海

小学唱歌
- 里の秋

作曲：海沼実
作詩：斉藤信夫
編曲：福永陽一郎
- 夏は来ぬ

作曲：小山作之助
作詩：佐々木信綱
編曲：福永陽一郎
- 村祭り

小学唱歌
- ちんちんちどり

作曲：近衛秀麿
作詩：北原白秋
編曲：林雄一郎
- 赤とんぼ

作曲：山田耕筰
作詩：三木露風
編曲：福永陽一郎
- 雪のふるまちを

作曲：中田喜直
作詩：内村直也
編曲：福永陽一郎
- 大島節

伊豆大島民謡
編曲：福永陽一郎
- 五つ木の子守唄

熊本地方民謡
編曲：福永陽一郎
- おてもやん

熊本地方民謡
編曲：福永陽一郎
- 大阪子守唄

作曲：清水脩
編曲：福永陽一郎
- 最上川舟唄

山形県民謡
- そうらん節

北海道民謡
編曲：福永陽一郎
- アカシアの径

作曲：多田武彦
作詩：鈴木薫
- 年の別れ[注 5]

作曲：多田武彦
作詩：堀口大學
- 雨[注 6]

作曲：多田武彦
作詩：八木重吉
- 春を待つ[注 7]

作曲：多田武彦
作詩：伊藤整
- 夜のうた

作曲：佐々木伸尚
作詩：阪田寛夫
編曲：福永陽一郎
- 出船

作曲：杉山長谷夫
作詩：勝田香月
編曲：岩代浩一
- 見上げてごらん夜の星を

作曲：いずみたく
作詩：永六輔
- 遠くへ行きたい

作曲：中村八大
作詩：永六輔
編曲：福永陽一郎
- 蛍の光

スコットランド民謡
編曲：福永陽一郎

## グリークラブアルバム 3
第2集出版後も、あの曲の楽譜やこの曲の男声版編曲が入手できないかという声が、何種類もの曲にわたって寄せられてきたことから、福永陽一郎が北村協一と相談して組み上げたのが第3集である。黒人霊歌、シーシャンティー、民謡などの他にラッソーなどルネッサンス期の作品も収録されている。またクリスマスソングも多く盛り込んでいる。全35曲。
- Finrandia-hymni

作曲：シベリウス
- Eccho（やまびこ）

作曲：ラッソ
編曲：福永陽一郎
- Matona mia cara（いとしのマドンナ）

作曲：ラッソ
編曲：福永陽一郎
- Ave Maria

作曲：アルカデルト
編曲：福永陽一郎
- 聖史曲（Op.54 No.5）

作曲：チャイコフスキー
作詩：安田二郎
編曲：福永陽一郎
- Die Beiden Serge（剣と竪琴）

作曲：ヘーガー
編曲：土居四郎
- 冬のセレナーデ

作曲：サン・サーンス
作詩：安田二郎
- O Holly Night

作曲：アダム
編曲：福永陽一郎
- O Tannenbaum（もみの木）

ドイツ民謡
編曲：北村協一
- Treue Liebe

ドイツ民謡
編曲：北村協一
- Du,du liegst mir im Herzen

ドイツ民謡
編曲：北村協一
- 鐘のキャロル

ウクライナ民謡
編曲：北村協一
- Loch Lomondo

スコットランド民謡
編曲：福永陽一郎
- Londonderry Air

アイルランド民謡
編曲：北村協一
- Sweet and Low

作曲：バーンビー
編曲：福永陽一郎
- Deep River

黒人霊歌
- Swing Low Sweet Chariot

黒人霊歌
- Set Down Servant

黒人霊歌
編曲：横山昭
- I've got Six Pence

シーシャンティー
編曲：福永陽一郎
- Homeward Bound

シーシャンティー
編曲：北村協一
- Erie Canal

シーシャンティー
編曲：福永陽一郎
- Rolling Home

シーシャンティー
編曲：北村協一
- 斎太郎節

宮城県民謡
編曲：竹花秀昭
- 島原の子守歌

島原民謡
編曲：福永陽一郎
- 音戸の舟歌

広島県民謡
編曲：福永陽一郎
- かぞえうた

わらべうた
編曲：福永陽一郎
- 柴の折戸（江戸子守唄）

日本古謡
- 風

作曲：林雄一郎
作詩：白髭克三
- ビール樽

作曲：橋本国彦
作詩：北原白秋
- 秋の日ぐれ

作曲：平井康三郎
作詩：近藤吐愁
- 河童昇天

作曲：石河清
作詩：神保光太郎
- 上を向いて歩こう

作曲：中村八大
作詩：永六輔
編曲：北村協一
- 涙君さよなら

作曲・作詩：浜口庫之助
編曲：小池義郎
- さらば青春

作曲・作詩：小椋桂
編曲：福永陽一郎
- 君といつまでも

作曲：弾厚作
作詩：岩谷時子
編曲：小池義郎

## 書誌情報
グリークラブアルバム 1
編：福永陽一郎・北村協一
発行元：カワイ楽譜
出版年月日：1959年4月5日（ISBN 4760927018）
グリークラブアルバム 2
編：福永陽一郎
発行元：河合楽器製作所・出版事業部（カワイ出版）
出版年月日：1978年7月1日（ISBN 4760927026）
グリークラブアルバム 3
編：福永陽一郎・北村協一
発行元：河合楽器製作所・出版事業部（カワイ出版）
出版年月日：1982年1月1日（ISBN 4760927034）